# Johann Michael Bach

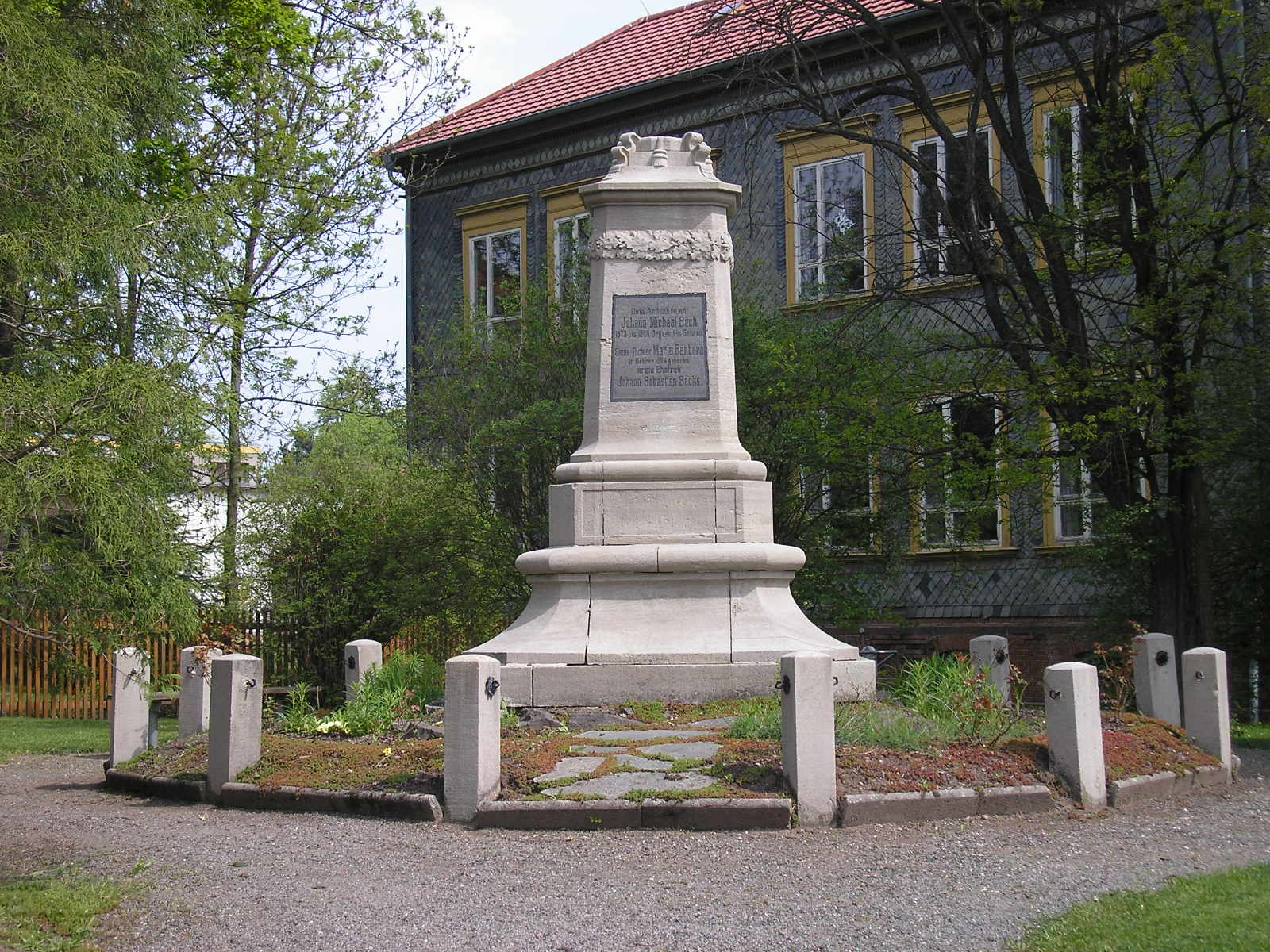
Monumento a Johann Michael Bach en Gehren.

Johann Michael Bach (Arnstadt, Alemania, 9 de agosto de 1648 - Gehren, 17 de mayo de 1694) fue un organista y compositor alemán.
Segundo hijo de Heinrich Bach, fue organista de la corte en Arnstadt hasta 1673, cuando reemplazó a Johann Effler en Gehren, donde era también funcionario municipal. Murió en esa ciudad. 
Autor de varias obras, de las que se conservan:
- 11 motetes
- 3 cantatas
- 72 preludios corales para órgano
- Una atribuida Aria con 15 variaciones, conocida gracias a un arreglo para armonio de L. A. Zeliner.

De sus siete hijos, sobresale Maria Barbara Bach (1684-1720), primera esposa de Johann Sebastian Bach, de quien Johann Michael era tío segundo y suegro.